# Peine de mort au New Jersey
Au New Jersey, la pendaison fut le mode d'exécution légal jusqu'en 1906, date à laquelle la potence fut remplacée par la chaise électrique. La dernière exécution dans l'État remonte celle de Ralph Hudson (en) à 1963. Abolie en 1972, le New Jersey rétablit la peine de mort en 1982 mais ne l'a jamais appliquée depuis. Le 9 janvier 2006, les parlementaires du New Jersey votent un moratoire sur la peine de mort. Seuls 9 condamnés sont détenus en 2007 dans les couloirs de la mort. Une commission recommande l'abolition du châtiment suprême notamment pour son coût financier vu les faibles chances que l'État exécute un non volontaire, les frais de « pension » d'un condamné à mort étant plus de deux fois et demie supérieurs à ceux d’un détenu « normal » dans le New Jersey.
Le New Jersey est alors le premier État américain depuis 1976 à abolir la peine de mort. Pourtant, selon un sondage de 2007 publié le jour du vote, 78 % des résidents du New Jersey se déclarent favorables à la possibilité d'appliquer la peine de mort aux tueurs en série et aux assassins d'enfants.